# Stephen Brown Jr.
Stephen Lawrence Brown Jr (ur. 27 kwietnia 1996 w Fairfax) – amerykański koszykarz, występujący na pozycji rozgrywającego, od 30 lipca 2023 zawodnik PGE Spójni Stargard.
Ma 180 cm wzrostu i 27 lat, gra na pozycji rozgrywającego. W latach 2014–2018 grał w zespole Bucknell Bison w NCAA. W sezonie 2018/2019 występował w Turcji w zespole Yalova Group Belediye Spor, gdzie rozegrał tylko trzy spotkania. Następnie był zawodnikiem zespołu Valga Maks (liga łotewsko-estońska), gdzie w dziewięciu meczach miał statystykę: zdobywał tam 17,4 punktu, 3,7 asysty i 2,7 przechwytu. W latach od 2019 do 2023 grał w drużynach z Niemiec i Francji. W Niemczech grał w lidze BBL, gdzie dla Giessen 46ers notował 13,1 punktu i 5,2 asysty. W BG Goettingen uzyskiwał – 12,7 punktu i 4,3 asysty. We Francji występował w Denain ASC Voltaire (LNB Pro B), a sezon 2022/2023 spędził w Jeep Elite, gdzie grał na najwyższym poziomie w zespole Fos Provence Basketball (wygrał tylko 10 z 34 spotkań i zajął ostatnie, 18 miejsce w lidze – w 27 z 29 spotkań wystąpił w pierwszej piątce, 9,4 punktu i cztery asysty).

## Osiągnięcia
Stan na 9 lutego 2024, na podstawie, o ile nie zaznaczono inaczej.
NCAA
- Uczestnik turnieju NCAA (2017, 2018)
- Mistrz:
  - turnieju Ligi Patriotów (2017, 2018)
  - sezonu zasadniczego Ligi Patriotów (2015–2018)
- MVP turnieju Patriot League (2018)
- Zaliczony do:
  - I składu:
    - Ligi Patriotów (2018)
    - turnieju Ligi Patriotów (2018)
    - defensywnego Ligi Patriotów (2016, 2017, 2018)

  - II składu Ligi Patriotów (2017)
  - III składu Ligi Patriotów (2016)

Indywidualne
- MVP kolejki OBL (20 – 2023/2024)[6]
- Zaliczony do I składu kolejki OBL (3, 20 – 2023/2024)[7][8]